# ルナ・カンパニー
ルナ・カンパニー（Luna Company., Ltd.）は、日本の芸能事務所。事務所は東京都品川区の旧三条実美邸跡に立地しており、略称愛称の「目黒」は、事務所の最寄り駅名による。登記上の正式名は「株式会社ルナ（目黒区）」である。

## 概説
2009年8月に沖縄人の上原禎子が、東京都内にて設立。他の芸能事務所と比べると社歴は浅いが、所属タレントの個性派振りが特長の、注目事務所である。特に「神秘・占い」に特化したタレント構成となっている。

## 略歴
- 2009年8月1日 - 設立。

## 所属タレント

### 現在の所属タレント
- ラヴィアン容子
- イリヤ
- マダム・アイリス
- 照屋全明

### 過去の所属タレント
- （なし）